# Mazda 929
Der Mazda 929 ist ein von Herbst 1973 bis Ende 1995 angebotenes Fahrzeug der oberen Mittelklasse des Automobilherstellers Mazda und zeitweise das Flaggschiff der Marke. In Japan wurden die Modelle unter den Bezeichnungen Mazda Luce, Mazda Cosmo, Mazda Sentia und Ẽfini MS-9 vertrieben. Alle Generationen verfügen über Hinterradantrieb.

## Modellgeschichte

### 929 (LA2, 1973–1978)
Im November 1973 begann die Produktion der 929 der LA2-Baureihe als Limousine, Kombi sowie Coupé. Die einzige Motorisierung war ein 1,8-l-Benzinmotor mit einer Leistung von 61 kW (83 PS).
Im Oktober 1976 erhielt der 929 ein Facelift. Es enthielt Gummieinlagen um die Stoßfänger sowie einen größeren Kühlergrill.
Im Frühjahr 1977 kam der 929 auch nach Deutschland, jedoch nicht in der Kombiversion.

### Technische Daten
| Modell                          | 1.8                                           |
| Zylinderzahl                    | R4                                            |
| Hubraum (cm³)                   | 1769                                          |
| Max. Leistung (kW/PS)           | 61/83 bei 5000                                |
| Max. Drehmoment (Nm)            | 134 bei 2500 (AT=134 bei 3000)                |
| Höchstgeschwindigkeit (km/h)    | 160                                           |
| Getriebe (Serienmäßig)          | 4 Gang-Schaltgetriebe oder 3 Stufen-Automatik |
| Beschleunigung (0–100 km/h)     | 15,4 s (AT=15,8 s)                            |
| Verbrauch kombiniert (l/100 km) | 9,4 l (AT=10,5 l)                             |
| Tankinhalt                      | 65 l                                          |

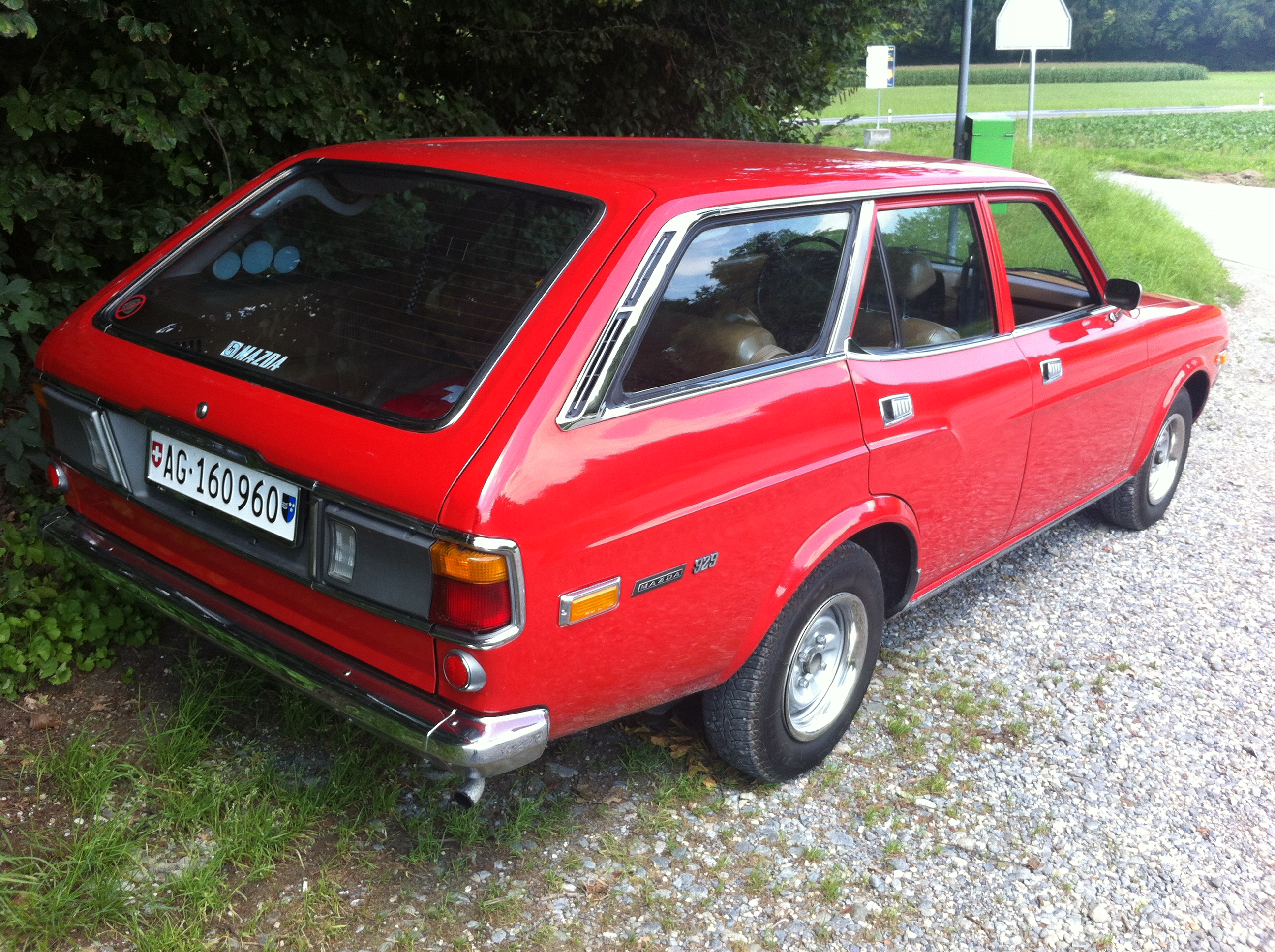
Mazda 929 Kombi (1973–1976)
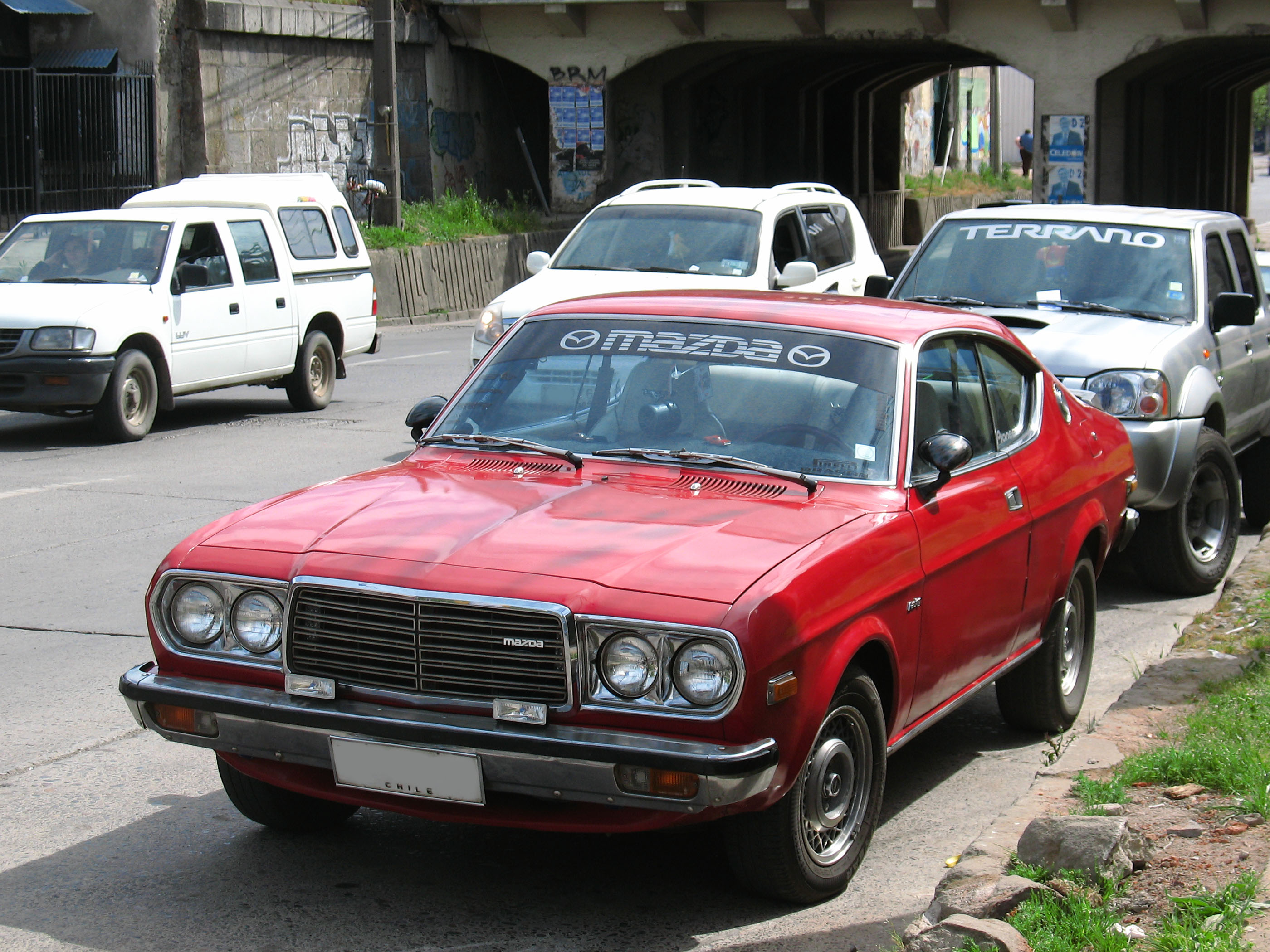
Mazda 929 Coupé (1976–1978)
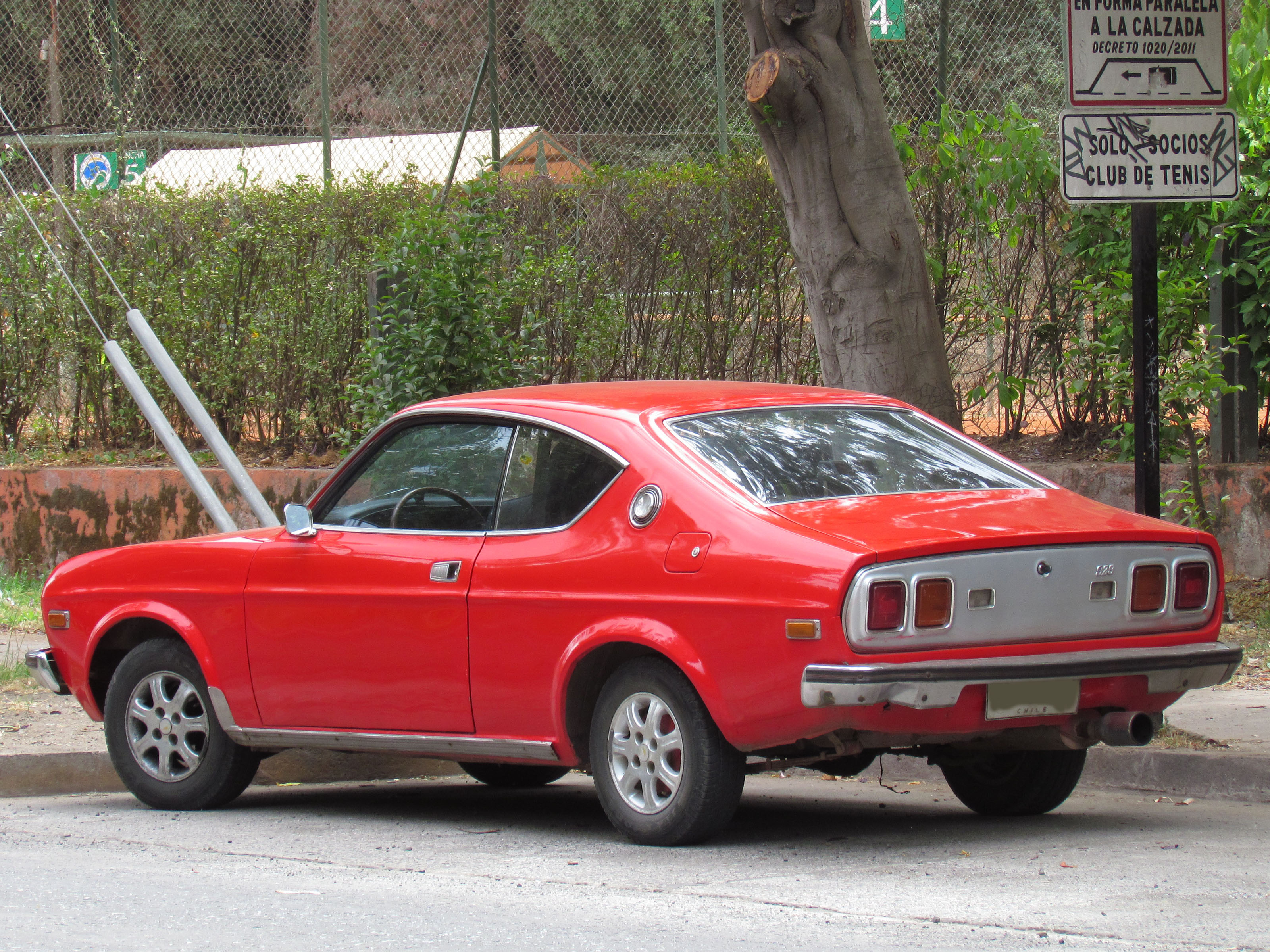
Heckansicht

### 929 (LA4, 1978–1982)
Im September 1978 wurde die zweite Generation (LA4) eingeführt, die es zunächst als Limousine und ab April 1979 auch als Kombi V (V für variabel) gab. Das Coupé wurde zunächst nicht ersetzt.
Im April 1980 erhielt der 929 ein Facelift. Die zwei bisher vertikal übereinander angeordneten Frontscheinwerfer wurden durch größere horizontale Frontscheinwerfer ersetzt und es wurden breite Heckleuchten eingeführt.
In Deutschland wurde die Limousine unter der Bezeichnung „929L“ und der Kombi als „929L HV“ mit einem Vergasermotor, der aus 2,0 Litern Hubraum 66 kW (90 PS) leistete, verkauft.

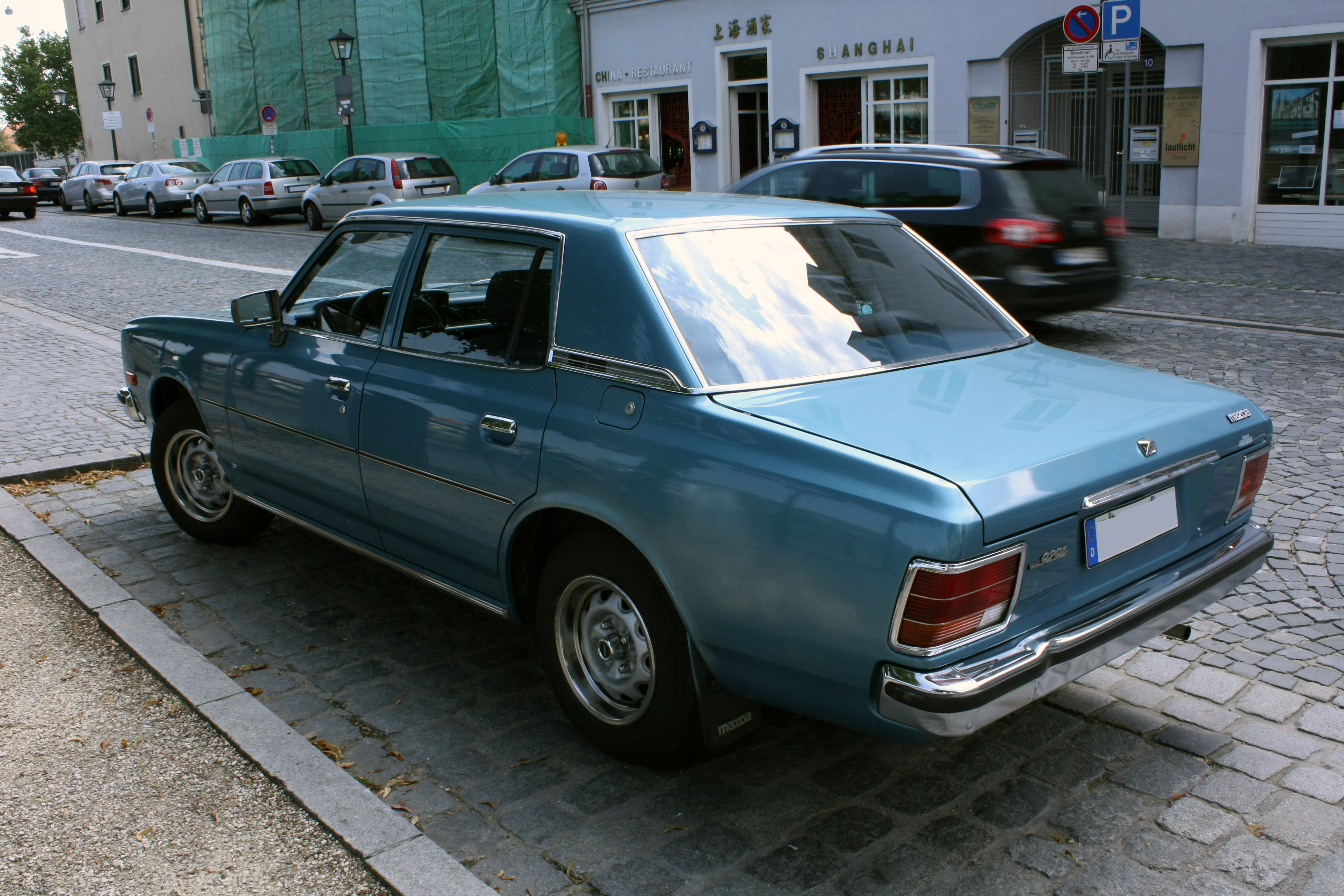
Heckansicht
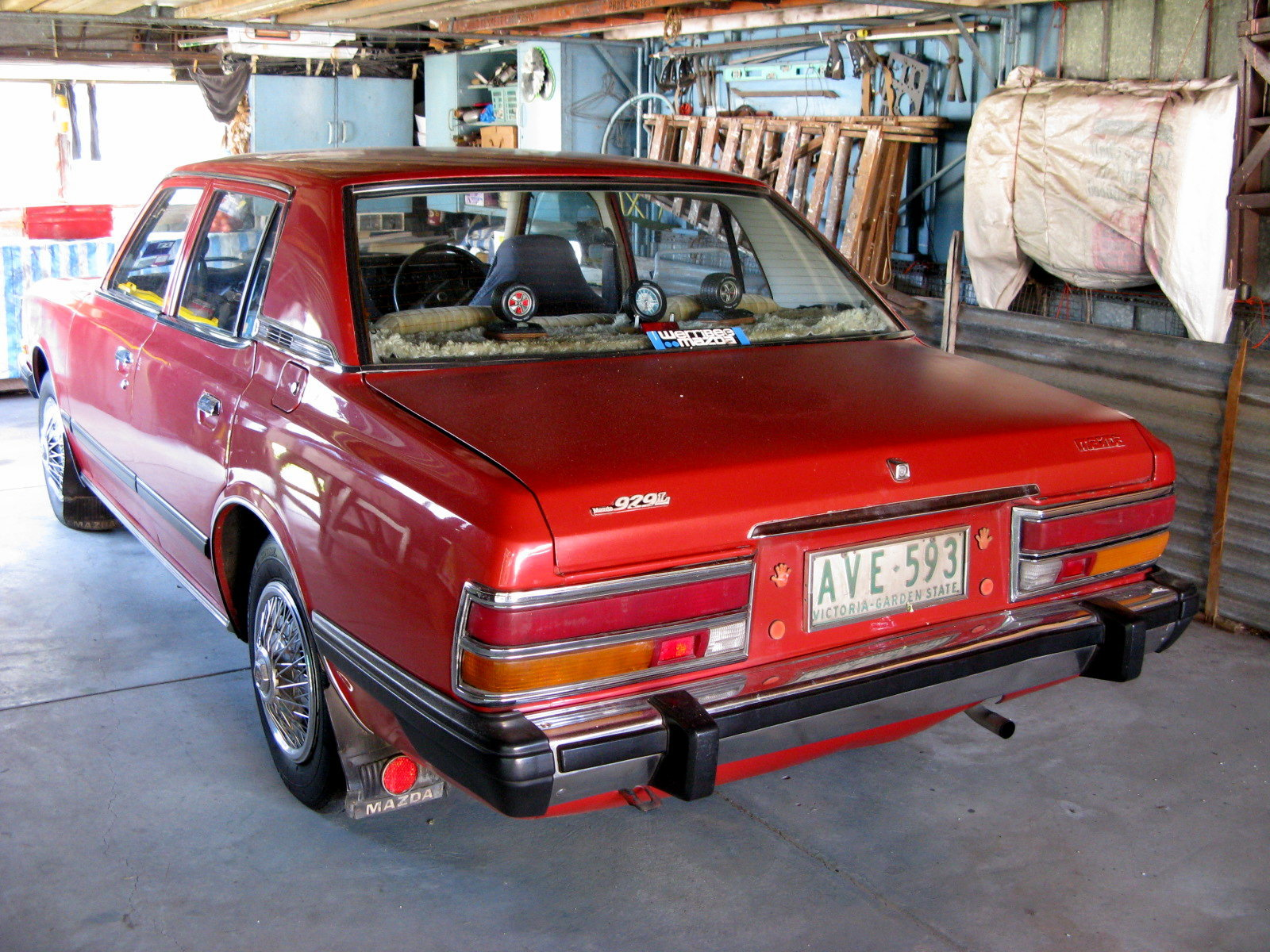
929L nach Facelift, Heckansicht
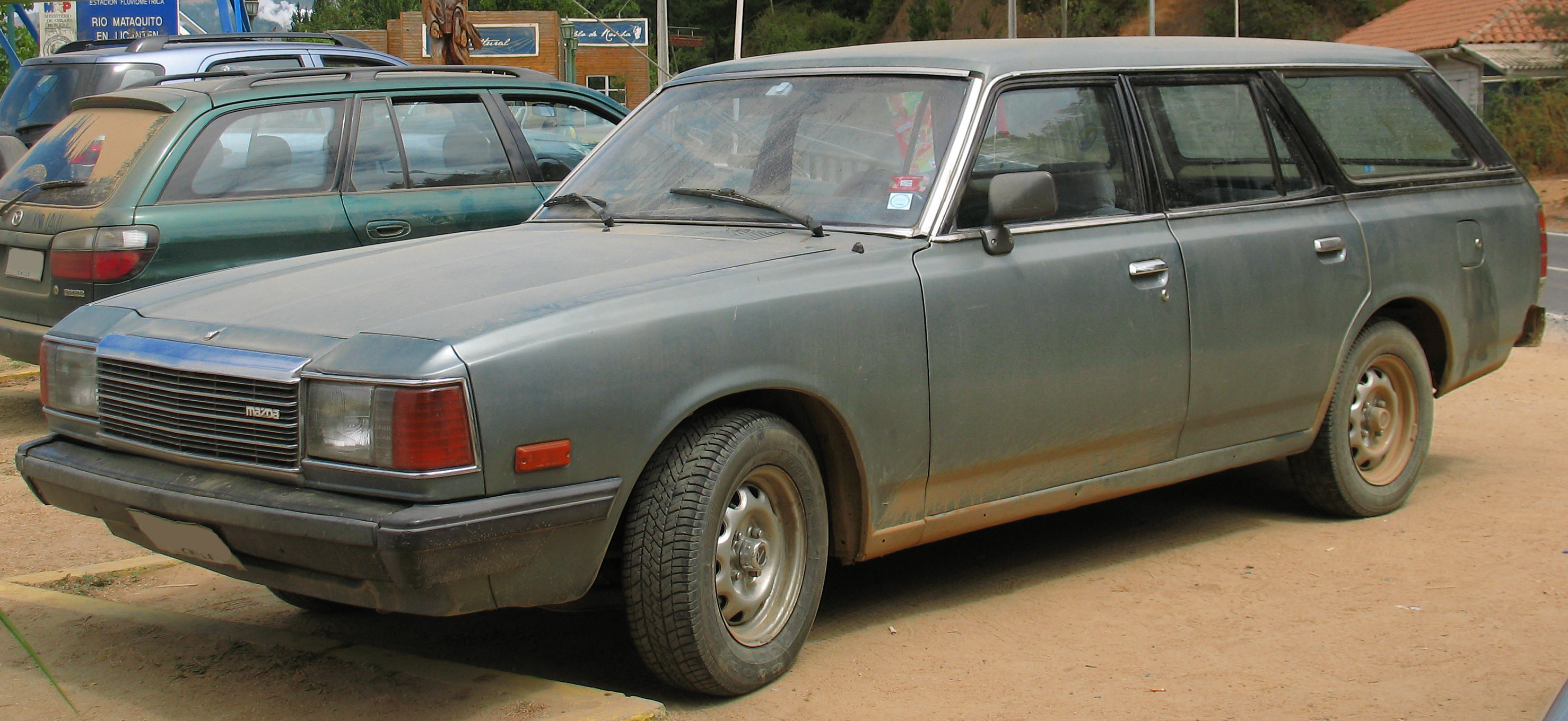
Mazda 929L HV (1980–1982)

### 929 (HB, 1982–1987)
Im April 1982 kam der neu konzipierte Mazda 929 der Baureihe HB mit einer moderneren, weniger barocken Karosserieform auf den Markt. Auch dieses Modell wurde von dem 2,0-Liter-Vergasermotor mit 66 kW angetrieben.
Neben der Limousine war in Deutschland ein 929 Coupé erhältlich. Im Unterschied zur Limousine verfügte es über versenkbare Doppelscheinwerfer und eine analoge Instrumentenanzeige in digitaler Optik. Der Wankelmotor des RX-7 (das Coupé trug die Bezeichnung Cosmo) war Modellen für das Ausland vorbehalten.
Das Kombimodell wurde optisch leicht der neuen Generation angepasst und bis Anfang 1986 gebaut.

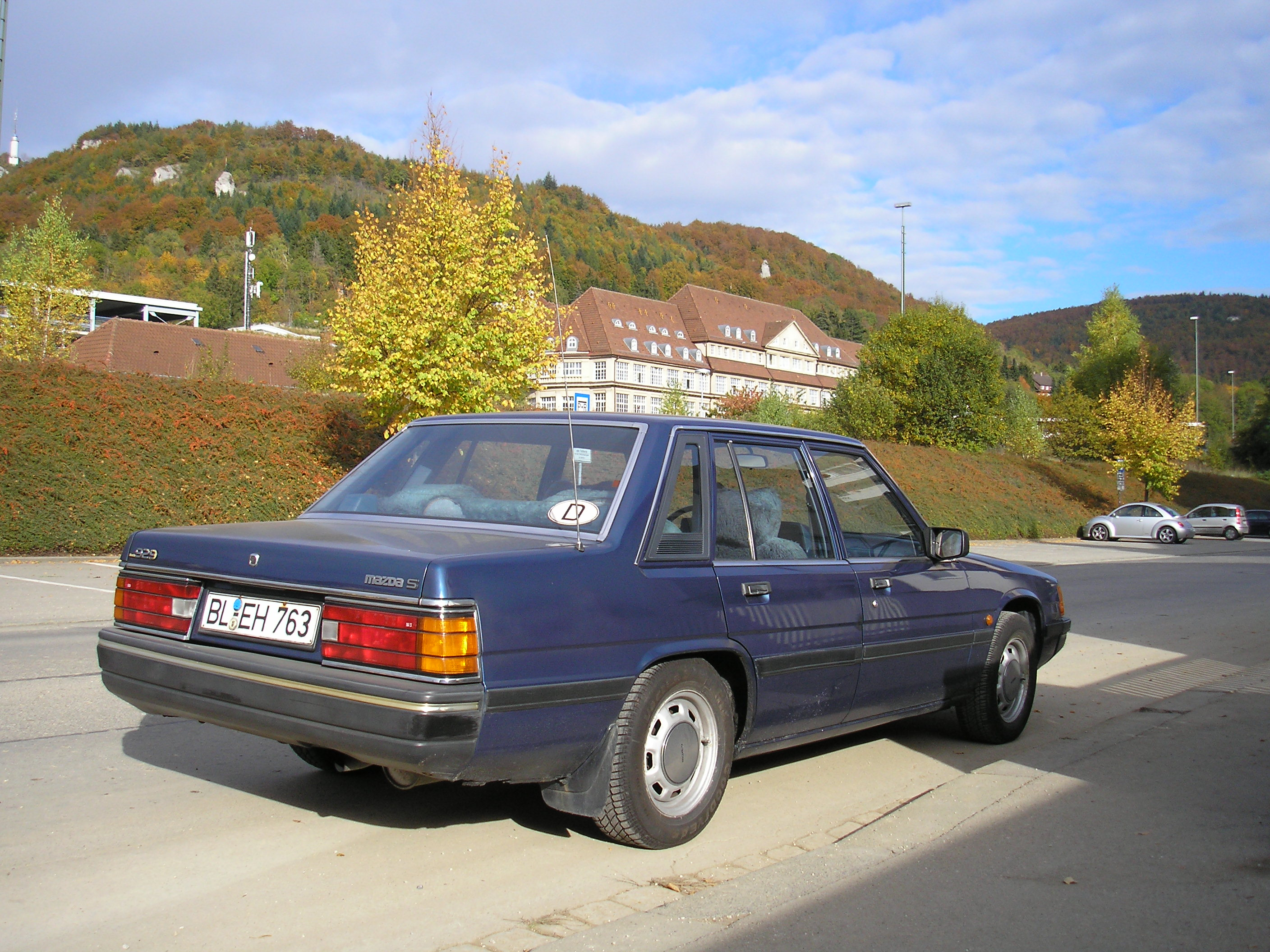
Heckansicht
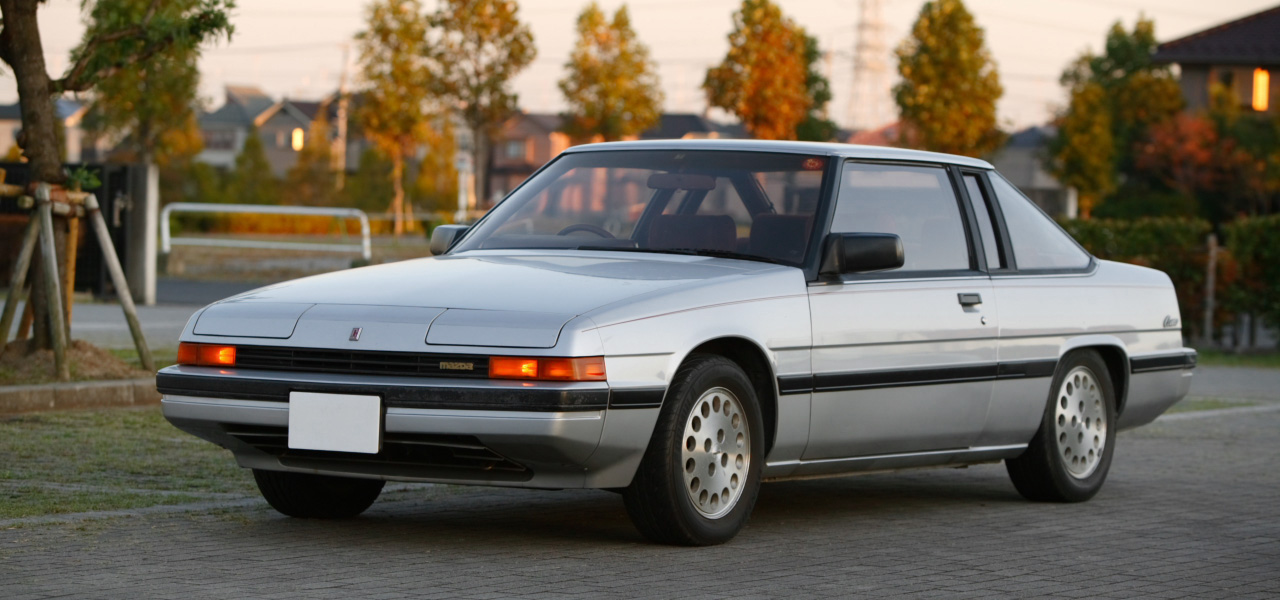
Mazda 929 Coupé
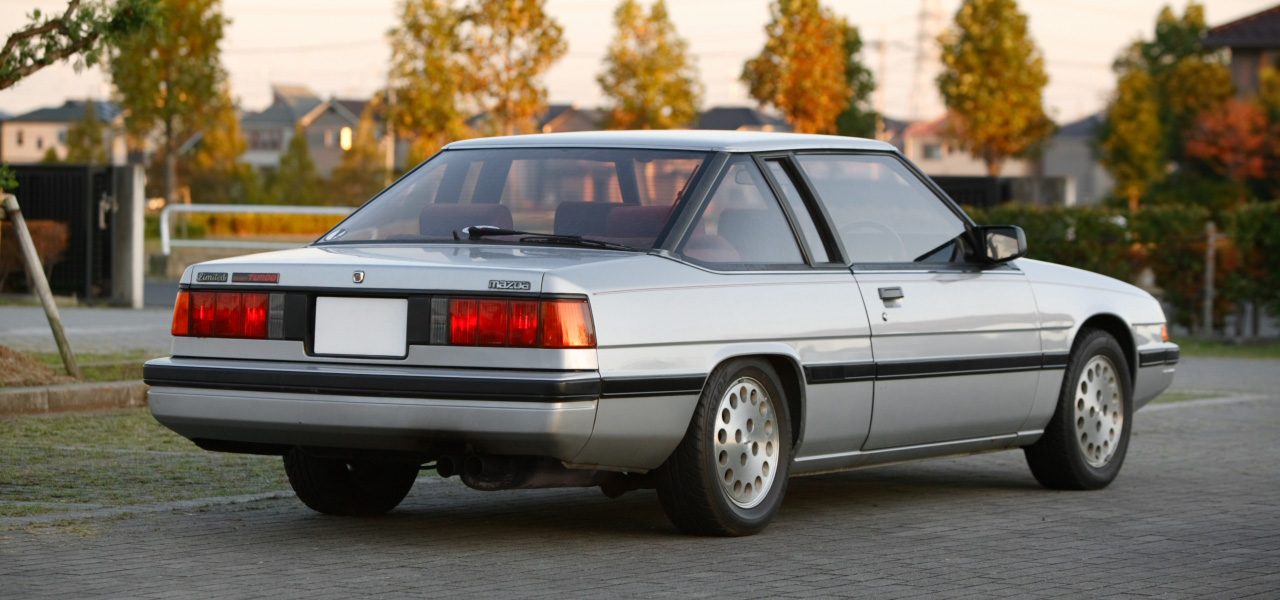
929 Coupé, Heckansicht

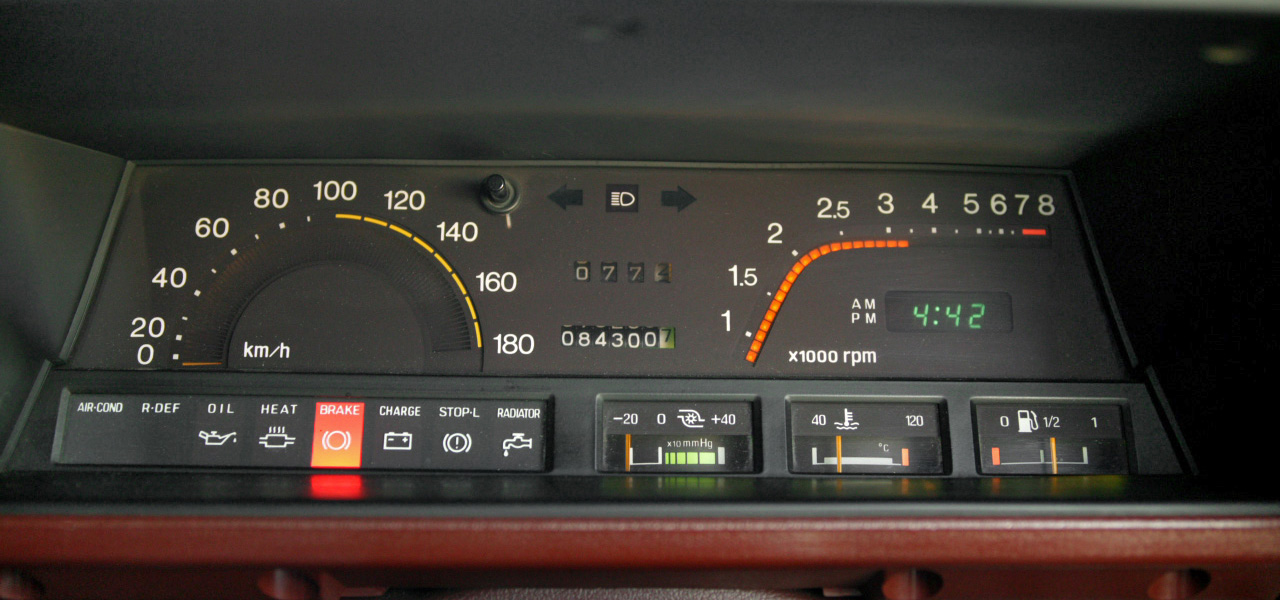
929 Coupé, Instrumente
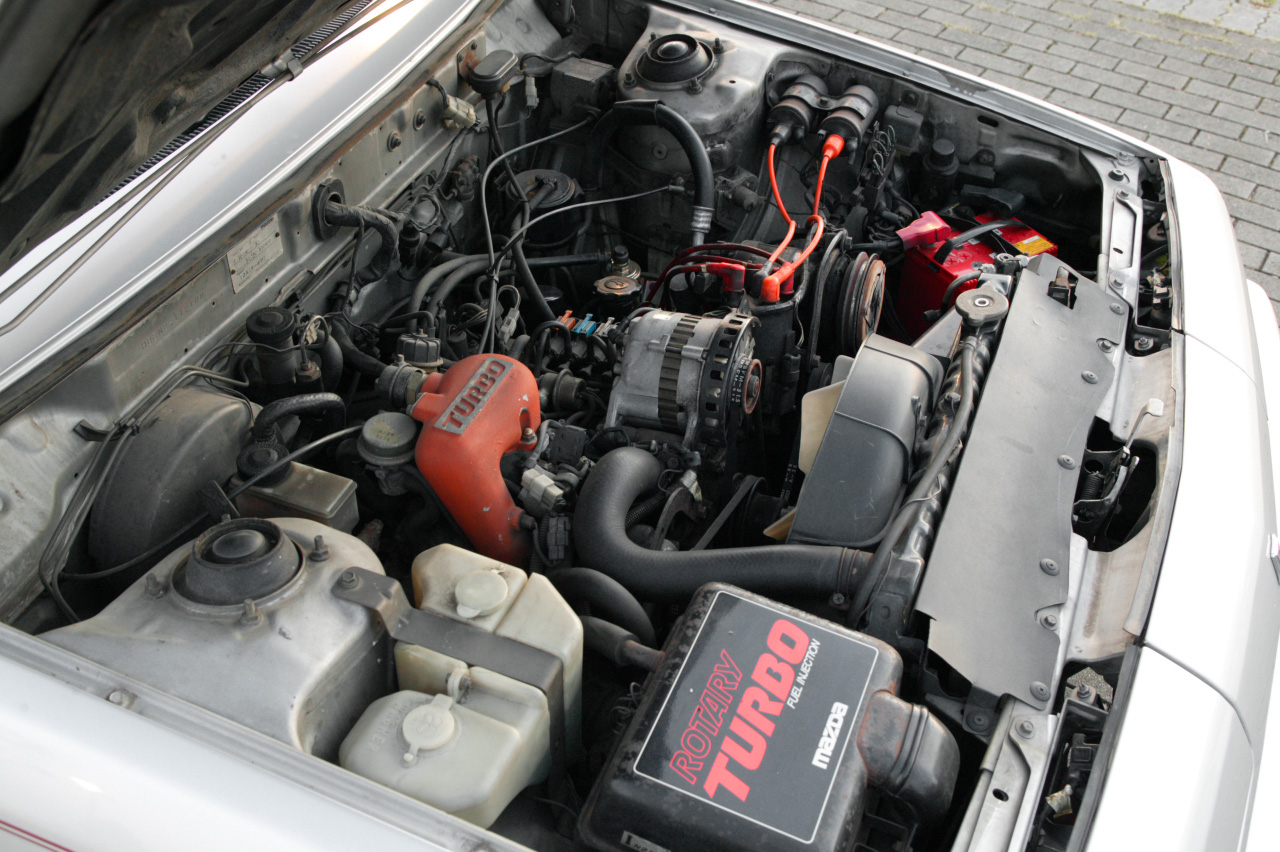
Coupé Cosmo, Wankelmotor

#### Modellpflege
Im März 1984 erhielt die 929-Reihe ein Facelift mit leichten Veränderungen an der Karosserie sowie zwei neuen Motorvarianten: zum einen den 2,0-Liter-Vergasermotor mit nunmehr 74 kW (101 PS) und einer verbesserten Laufkultur sowie einen 2,0i-Einspritzmotor mit 88 kW (120 PS).
Das Coupé erfuhr ebenfalls kleinere Karosserieretuschen, die sich vor allem durch den Wegfall des dritten Seitenfensters sowie durch neue Zierleisten auszeichneten. Außerdem gab es ein größeres Angebot an Außenfarben und Polstern, während zuvor nur drei Lackierungen (Kirschrot, Chateaux-Silber-Metallic und Blau-Metallic) zur Auswahl gestanden hatten und als Innenraumton ausschließlich Braun erhältlich gewesen war.
Die Aufpreisliste umfasste ausschließlich die Auswahl von Metallic-Lackierungen. Andere Ausstattungsdetails wie elektrische Fensterheber, elektrisch verstellbare Außenspiegel, Heckscheibenwischer waren bei den GLX-Modellen (auch beim Coupé) Serie.

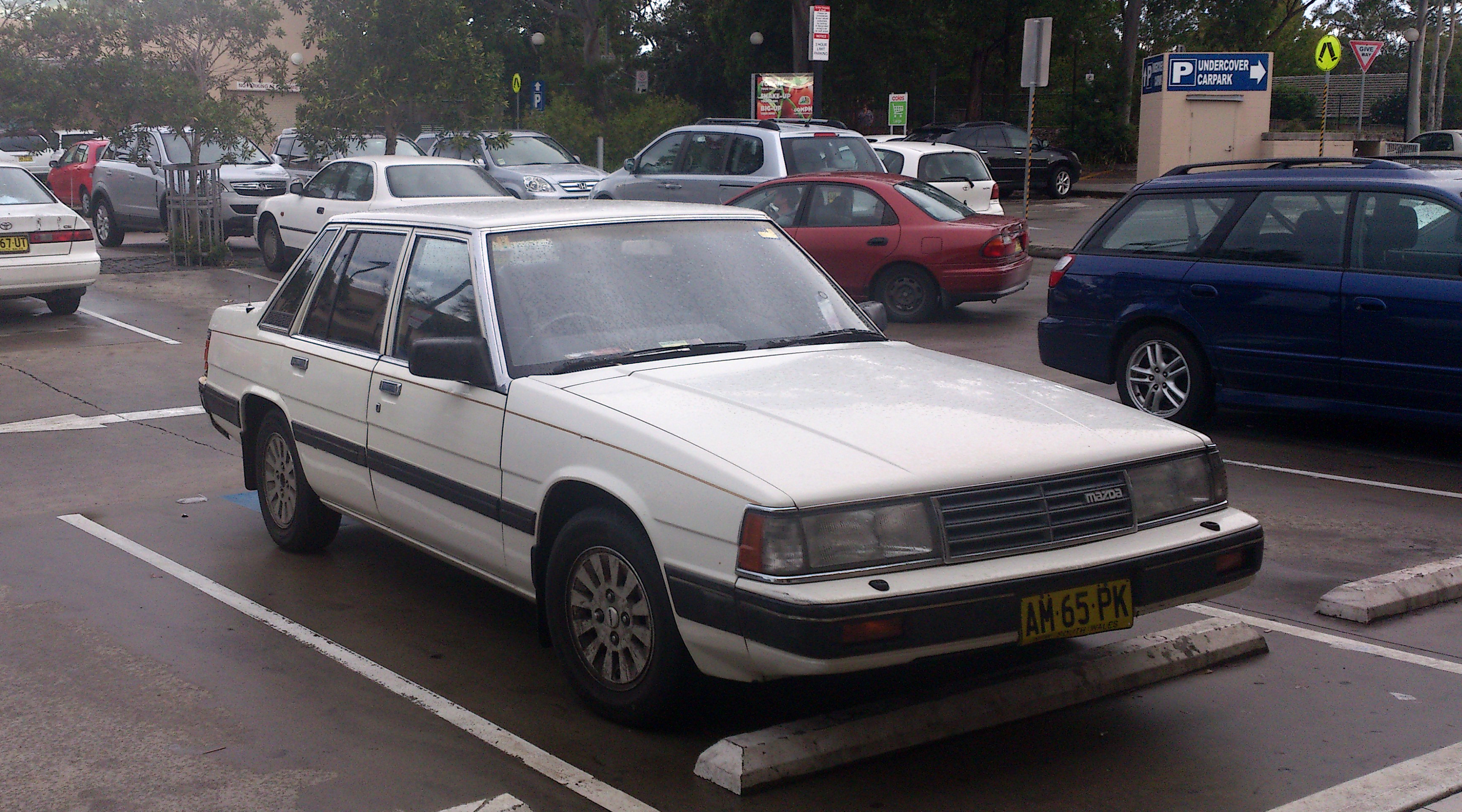
Mazda 929 Limousine (1984–1987)
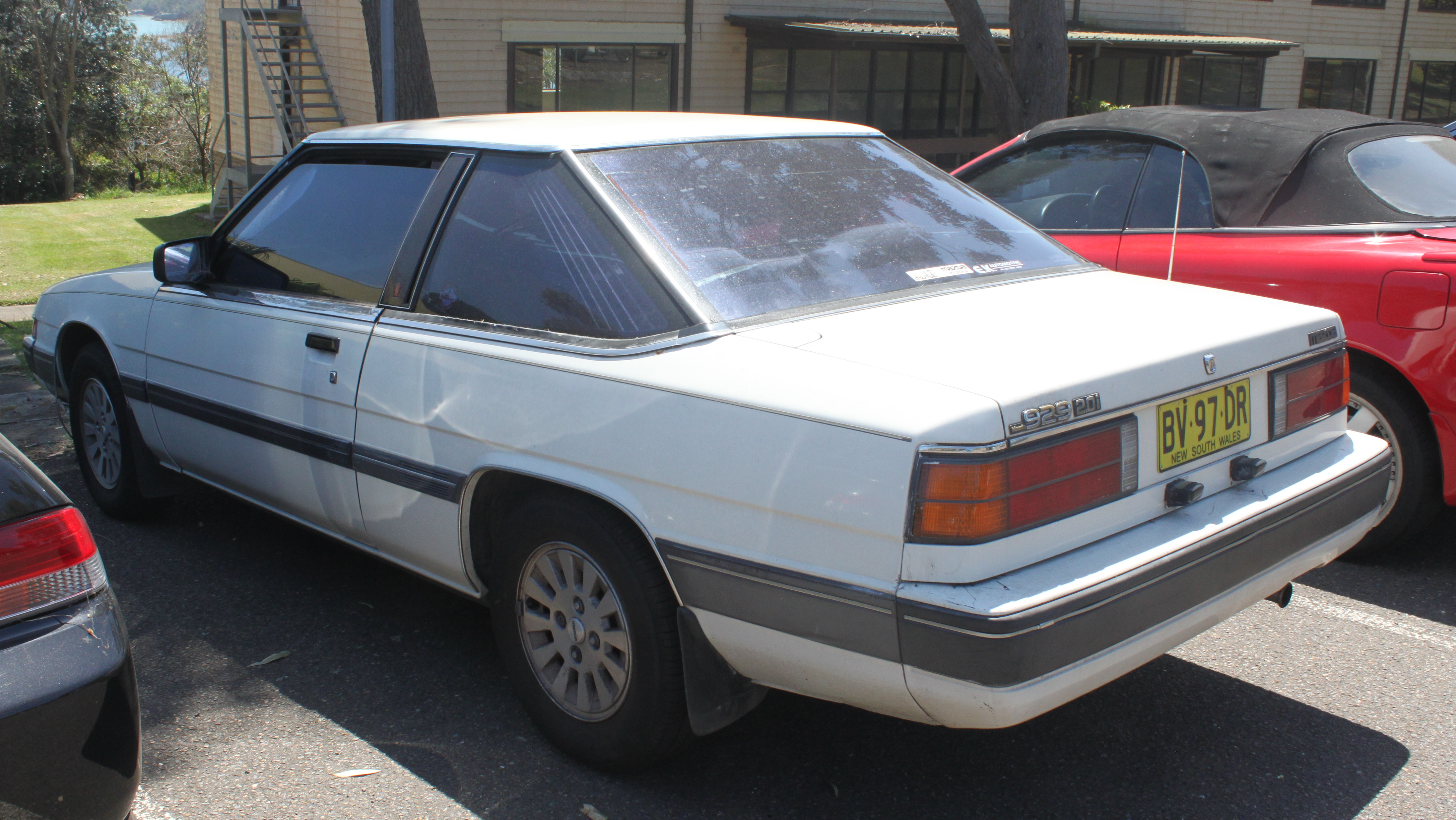
Mazda 929 Coupé (1984–1987)

### 929 (HC, 1987–1991)
Im April 1987 wurde eine völlig neu konzipierte Limousine mit 4,88 m Länge und 1,75 m Breite vorgestellt, der 929 HC. Ein Kombi sowie ein Coupé wurden nicht mehr angeboten. Als Motorisierung kamen drei neue Motorvarianten, darunter ein 2.2i mit 12V-Mehrventiltechnik (zwei Einlass- und ein Auslassventil je Zylinder) zum Einsatz:
- 2,0i: Einspritzer mit 66 kW (LX)
- 2,2i 12V: Einspritzer mit 100 kW und 85 kW G-Kat (GLX)
- 3,0i V6: Einspritzer mit 140 kW (GLX)

Ab Februar 1988 erhielten der 2,2i und der 3,0i einen Katalysator, wodurch sich die Motorleistung beim 2,2i auf 86 kW und beim 3,0i auf 125 kW verringerte. Der LX wurde aus dem Programm genommen, da er nicht die erwünschten Verkaufszahlen erreicht hatte. Im Oktober 1989 wurden die Motoren erneut überarbeitet; der 2,2i verfügte nun über 94 kW, der 3,0i V6 über 123 kW.
Ende 1991 wurde die Produktion des vierten 929 und damit auch des Luce eingestellt. Nachfolger wurde der Mazda Sentia, der auf einigen Märkten weiterhin als Mazda 929 angeboten wurde. In Europa wurde der 929 ab Herbst 1993 durch den Mazda Xedos 9 ersetzt.

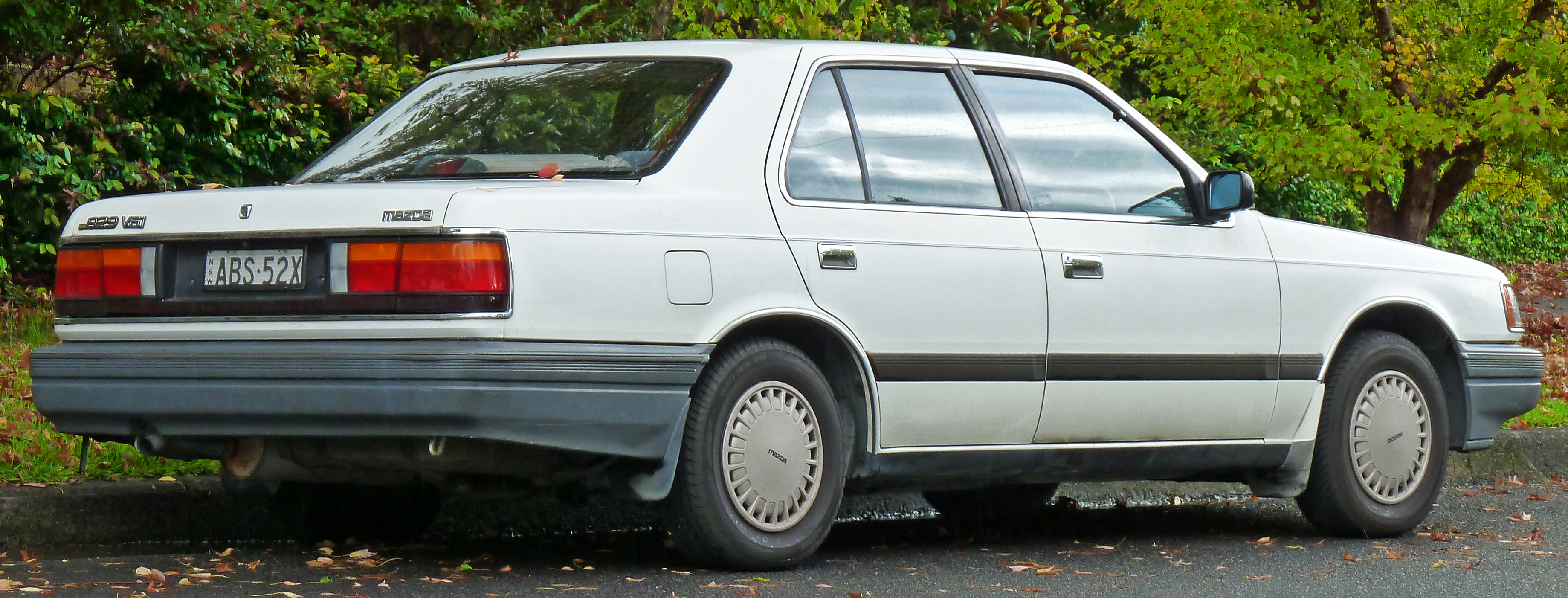
Heckansicht

#### Kia Potentia
Als Nachfolger des in Lizenz gebauten Peugeot 604 produzierte Kia Motors von 1992 bis 2001 den 929 HC in letzter Ausführung als Kia Potentia mit dem 2,2-Liter- oder 3,0-Liter-V6-Benzinmotor. Als Nachfolger wurde bereits ab 1997 der Kia Enterprise eingeführt, während der Potentia nochmals ein Facelift erhielt.

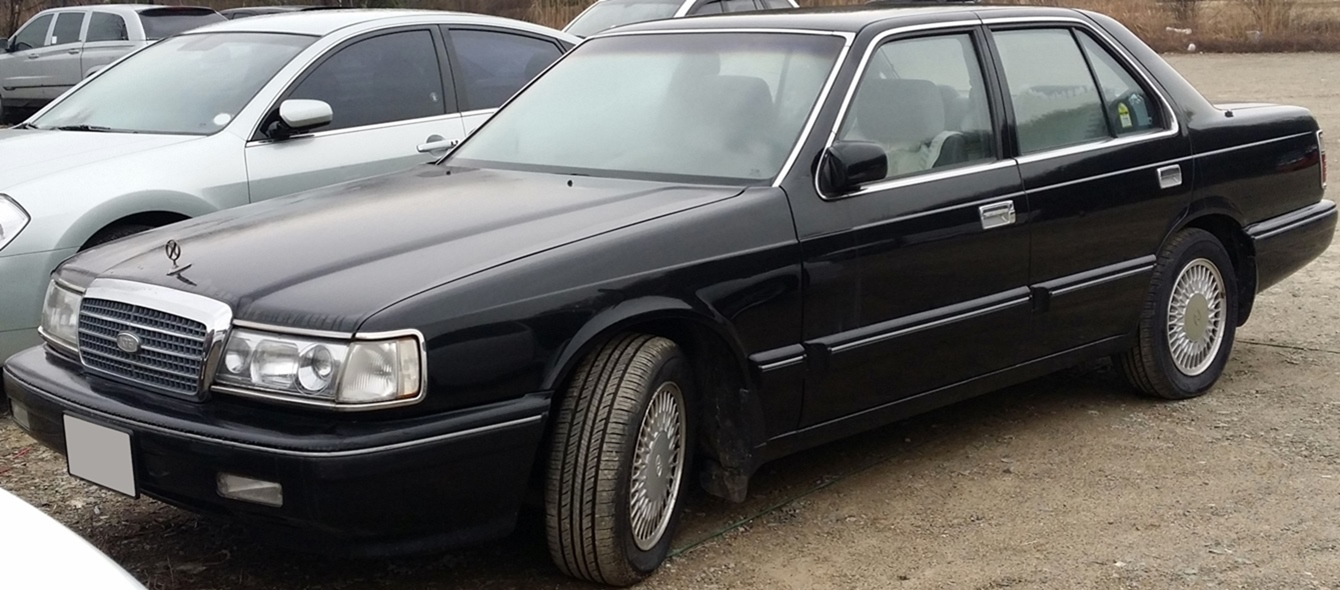
Kia Potentia
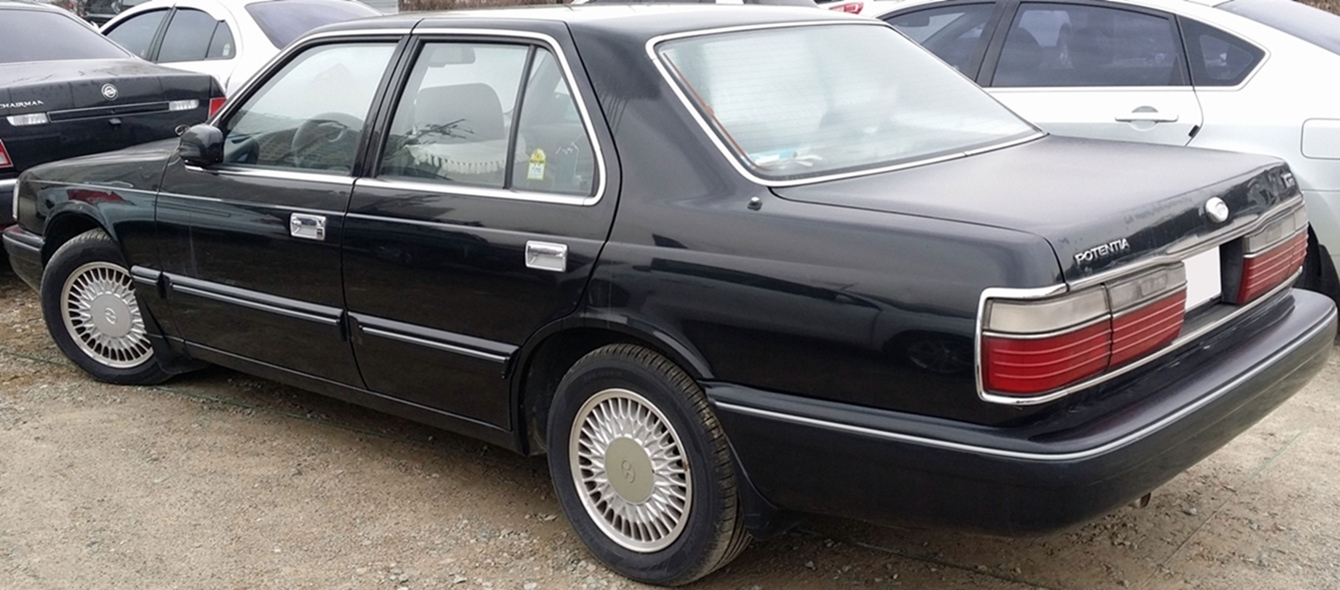
Kia Potentia, Heckansicht
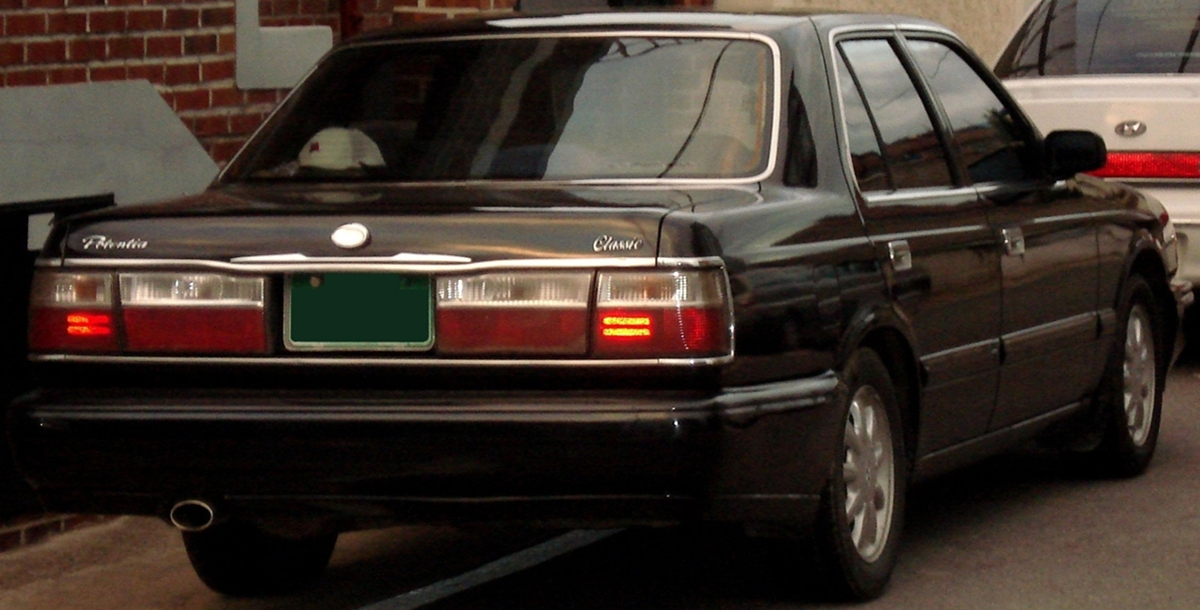
Kia Potentia, Heckansicht mit Leuchtenfunktion

### 929 (HD, 1991–1995)
Die Ende 1991 eingeführte fünfte Generation wurde nur noch auf wenigen Märkten (wie z. B. Kanada und Australien) angeboten, während auf den meisten Exportmärkten das neue frontgetriebene Modell Xedos 9 (auch Millenia) den 929 ersetzte.
Ende 1995 wurde der Vertrieb des 929 endgültig eingestellt, während das Schwestermodell Sentia weiterhin auf dem japanischen Markt angeboten wurde.

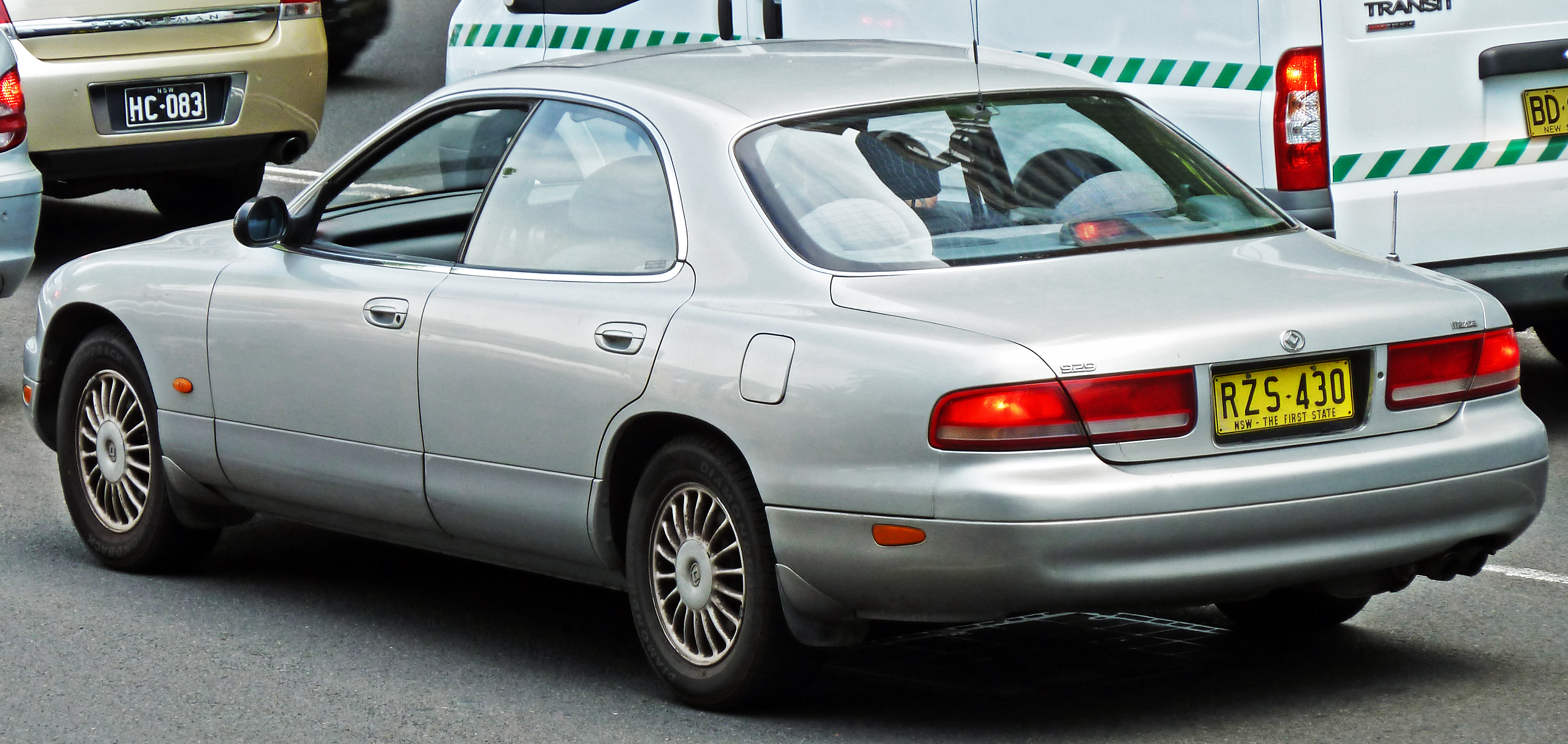
Heckansicht